# Ornö
Ornö é uma ilha do arquipélago de Estocolmo perto da costa da província histórica da Södermanland.  Pertence ao município de Haninge, do Condado de Estocolmo.  Tem uma área de 48 km2.